# Hosjön, Västergötland
Hosjön är en sjö i Marks kommun i Västergötland och ingår i Viskans huvudavrinningsområde.